# 아관파천

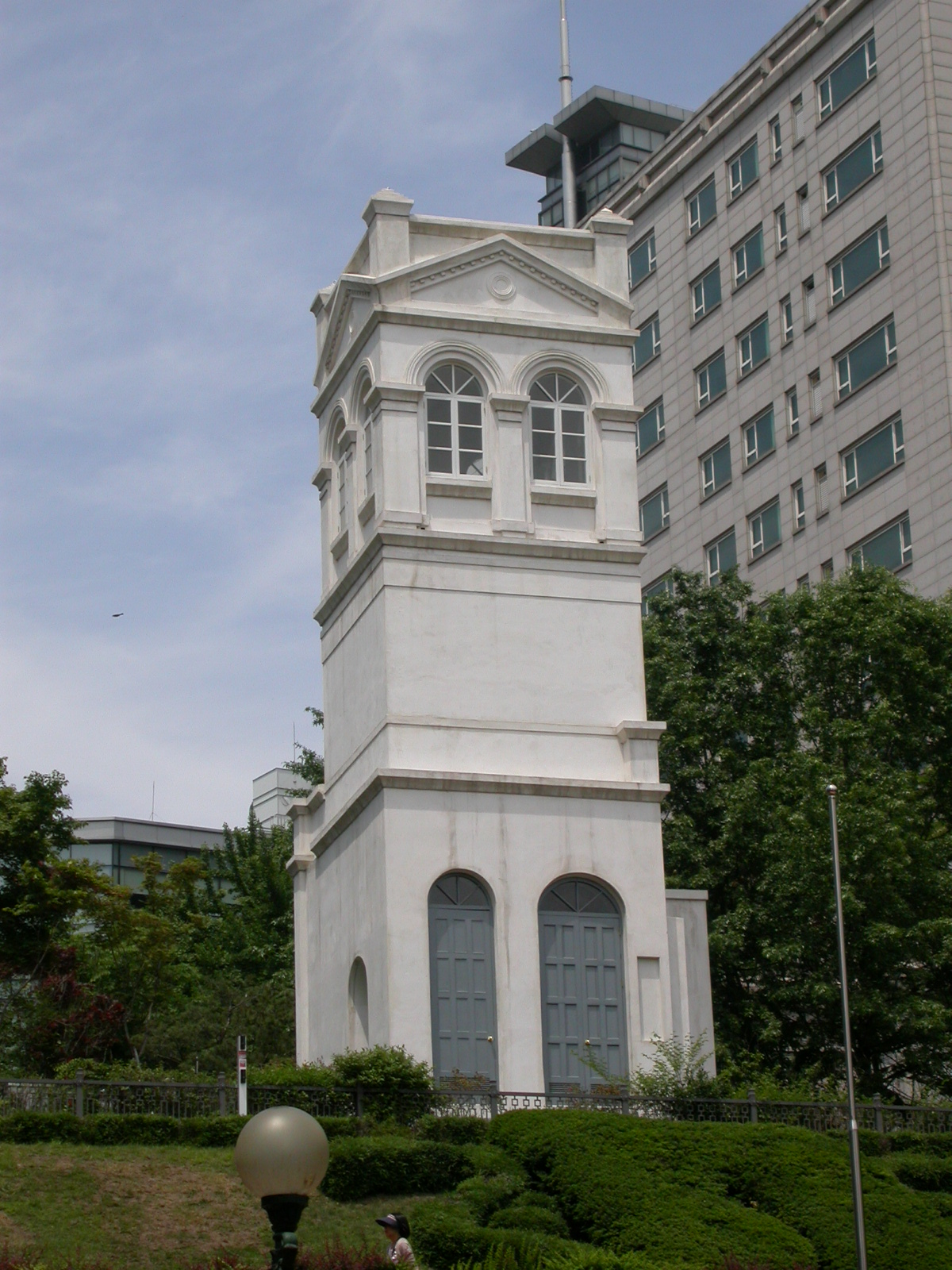
서울 舊 러시아 공사관의 일부

아관파천(俄館播遷)은 1896년 2월 11일부터 1897년 2월 20일까지 1년 9일간 조선 고종과 세자가 경복궁을 떠나, 어가를 러시아 제국 공사관으로 옮겨서 파천한 사건이다. 러시아에서는 이 사건을 고종 러시아공관 망명(러시아어: Бегство Коджона в русскую миссию)이라고 불렀다.

## 명칭
1864년 조선 고종 1년 이후 러시아 제국을 한자로 '아라사'(俄羅斯)를 조선왕조실록에 기록하였다. 따라서 ‘아관’(俄館)이란 러시아 대사관을 뜻하며, 당시 일본에서는 러시아를 '노서아'(露西亞)라고도 하였기 때문에, 노관파천(露館播遷)이라고도 했다. 그러나 조선왕조실록에 '노서아'라는 명칭이 등장한 것은 1905년 대한제국 광무 9년 9월 5일 노서아-일본의 강화 조약(포츠머스 조약) 기록이 유일하며, 러시아 대사관을 '노관'(露館)이라고 칭한 것도 1897년 두 차례에 불과하다. (아관은 고종 때 네 차례, 순종 때 한 차례 등장)
아관파천 당시에는 “파천”이라는 표현을 쓰지 않았고, 나중에 붙인 명칭이다.

## 진행

### 을미사변 이후 대일 감정의 악화
1895년 10월 8일 을미사변으로 조선 국민의 대일 감정이 극도로 악화되고, 각지에서 의병이 일어나 전국이 소란해지자 러시아 공사 베베르는 공사관 보호라는 명목으로 수병(水兵) 백명을 서울로 데려왔다. 이에 친러파인 이범진 등은 베베르와 공모하여 건양 1년(1896년) 2월 11일에 국왕의 거처를 궁궐로부터 한성부 정동(貞洞, 현재 서울특별시 중구 정동)에 있는 러시아 공사관으로 옮겼다.

### 고종의 체포 명령과 많은 대신들의 피살
고종은 옮긴 당일 내각총리대신 김홍집을 비롯하여, 김윤식, 유길준, 어윤중, 조희연, 장박, 정병하, 김종한, 허진, 이범래, 이진호를 면직하고, 유길준 등을 체포하도록 명하였다. 이어 김병시를 내각총리대신에 명하는 등 내각 인사를 새로 하였다. 이날 김홍집과 정병하가 백성들에게 살해되었다. 어윤중은 친일파가 아니었음에도 고향으로 몸을 피하기 위하여 경기도 용인에 도착할 당시 예전 산송 문제로 다툰 바 있는 정원로의 머슴들에 의해  살해되었고, 유길준·조희연 등은 일본으로 망명하였다. 그리고, 이범진·이완용 등의 친러 내각이 조직되었다.

### 조선의 자주권에 훼손 이후 외세의 간섭 심화
그러나 러시아 제국은 1896년 5월 니콜라이 2세의 황제 대관식 이후에 일본 제국과 가까워지며, 야마가타-로바노프 협정을 맺는다. 또한 러시아 제국은 경원과 경성의 채굴권과 압록강, 두만강 및 울릉도의 채벌권과 같은 각종 이권을 요구하였다. 이에 1897년 2월 18일, 궁으로 돌아갈 것을 명한 고종은 이틀 뒤인 2월 20일에 덕수궁으로 환궁하였다. 이때, 고종이 다른 나라의 공관에 피신하여 다른 나라 군대의 보호를 받고 있으니, 조선의 자주권이 심하게 훼손된다. 그리고 그 이후 러시아의 간섭이 심해지게 된다.

## 평가
국왕이 러시아 공사관에 체류하고 있는 1년간 모든 정치는 러시아의 수중에 있었으며, 당시 탁지부 고문 알렉세예프(Alexeev)는 사실상 재무장관이나 마찬가지였다. 한편, 아관파천 이후 많은 이권이 러시아를 위시한 열강의 손에 넘어가 버렸다.
러시아공사관으로 옮긴 후에 왕은 비로소 군주권을 회복한다. 이전까진 일본이 일본식 제대로 내각이라는 것을 만들어 친일적 인사를 총리대신이 되도록 하여 그가 일본공사관의 지시를 받아 국사를 결정하도록 했다. 왕은 1년 동안 러시아공사관에 머물면서 빼앗겼던 군주권을 회복하고 왕정을 원상으로 돌렸다. 그리고 나라를 한 등급 승격시켜 제국으로서 재출발하는 기회를 만들었다. 황제는 광무라는 연호를 사용하고 근대화사업을 적극적으로 추진해 나갔다.
아관파천에 대해서는 일본 세력으로부터 벗어나려 했던 그의 의도를 봐야 한다는 평가도 있지만, 자주적이지 못한 외세 지향의 행동이라는 평가가 주를 이룬다.

## 같이 보기
| - 갑오개혁 - 을미사변 - 을미개혁 - 러일 전쟁 - 을사조약 | - 김홍집 - 박영효 - 베베르 - 유길준 - 이준용 - 이완용 - 이용익 - 이재면 - 정병하 - 흥선대원군 |